# Tipo 096
El Tipo 096 (nombre en designación OTAN: clase Tang, en honor a la dinastía Tang) es una nueva clase de submarino de misiles balísticos para la Fuerza Submarina de la Armada del Ejército Popular de Liberación de China. Se espera que se comience la construcción del submarino a principios de 2020 y estaría armado con el SLBM JL-3. Es el sucesor más grande del Tipo 094 (clase Jin), el cual está armado con misiles balísticos JL-2. Un análisis reciente dedujo que China está en camino de completar el Tipo 096 y hacerlo operativo antes de finales de la década del 2020. 

## Descripción
El Tipo 096 tendría un desplazamiento de 20,000 toneladas, con una eslora de 150 metros y una manga de 20 metros.  Estaría equipado con 6 tubos lanzatorpedos de 533 mm, y con 24 silos para misiles con JL-3,  con un alcance estimado entre 7,000 km a 16,000 km, equipados con 10 vehículo de reentrada múltiple e independiente de hasta 150 kT.   Alcanzaría una velocidad máxima de 32 nudos (59 km/h). 
El Tipo 096 es comparable con los submarinos rusos más modernos en términos de sigilo, sensores y armas. Se especula que las capacidades del Tipo 096 son un salto significativo con respecto a sus predecesores, lo que cambiaría la balanza en el Indo-Pacífico.  En noviembre de 2023, las imágenes satelitales en el astillero de Bohai en Huludao mostraron secciones del casco de presión para un gran submarino en proceso de elaboración, que se afirma que probablemente sea el Tipo 096 en construcción temprana.  También se especula que el buque es significativamente más grande que el antiguo Tipo 094 y sigue un diseño similar al de Rusia; lo que le permite contener una balsa interna montada sobre complejos soportes de goma que ayudan a amortiguar el ruido de los motores del submarino. 
La revista militar británica Jane's Defense Weekly predice que los dos primeros submarinos nucleares Tipo 096 (clase Tang) entrarán en servicio entre 2025 al 2030. 